# Кудашев, Николай Данилович
Князь Никола́й Дани́лович Куда́шев (1784—1813) — русский генерал-майор времён Отечественной войны 1812 года, командир армейского партизанского отряда. Зять М. И. Кутузова.

## Биография
Из татарского рода Кудашевых. Начал военную службу 30 января 1801 унтер-офицером. Принимал участие в кампании 1805 года, включая Аустерлицкое сражение. 1 февраля 1806 года произведён в поручики. В 1807 году отличился в боях под Гейльсбергом. За боевые действия в русско-шведской войне 1808—1809 гг. был назначен адъютантом к цесаревичу Константину Павловичу. Награждён 15 февраля 1809 орденом Св. Георгия 4-го класса № 929.
| В воздаяние отличной храбрости и мужества, оказанных в минувшую кампанию против шведов во время Куортанского сражения, 19 августа, где был прикомандирован к авангарду, командовал эскадроном полковника Кульнева и по сожжении неприятелем моста, бросился под неприятельскими выстрелами вброд через реку и, атаковав неприятельский ретраншамент, врубился и разогнал пехоту, чем выиграл время для переправы нашей пехоты; 20 дня находился при эскадронах майоров князя Манвелова и Силина, когда они проскакали под огнём неприятельских батарей, а 21 числа, быв командирован от Куортане к Ландулакской дороге с двумя ротами егерей и встретясь с неприятелем, опрокинул и преследовал его до дороги, где соединился с авангардом, и потом при атаке на Сальми, вскочив с двумя ротами в неприятельское укрепление, много способствовал к одержанию победы. |

13 октября 1811 года Николаю Даниловичу Кудашеву было присвоено звание полковника.
В 1812 году состоял при штабе своего тестя М. И. Кутузова. Участвовал в Бородинском сражении. В начале сентября 1812 года был назначен командиром армейского партизанского отряда, действовал с ним под Москвой, затем участвовал в преследовании отступавшей французской армии в составе корпуса генерала М. И. Платова. В ноябре 1812 года отличился в боях при Красном. 26 декабря 1812 года присвоено звание генерал-майора.
В 1813 командовал кавалерийским отрядом. Награждён 25 марта 1813 орденом Св. Георгия 3-го класса № 281.
| В воздаяние отличнаго мужества и храбрости, оказанных в сражениях при преследовании французских войск от Малоярославца до Немана. |

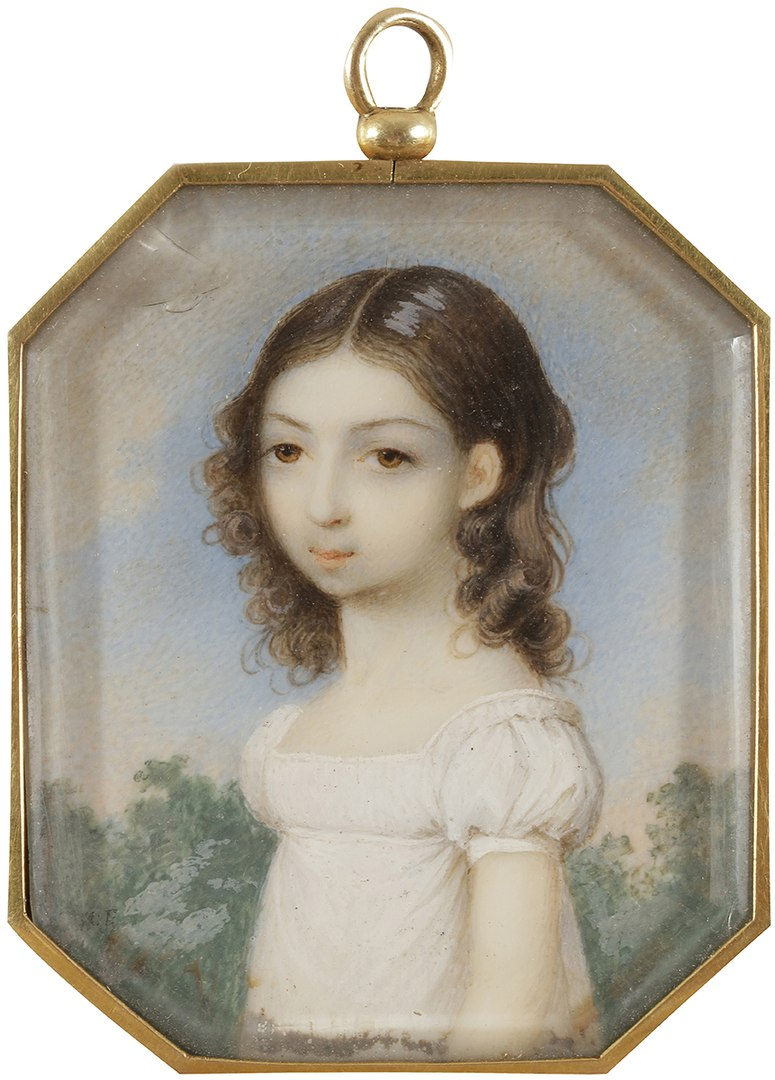
Княжна Екатерина Николаевна Кудашева (около 1820)

Николай Данилович Кудашев был смертельно ранен в бою под Альтенбургом во время Битвы народов. 28 октября (9 ноября) 1813 скончался около Лейпцига. Похоронен в часовне-склепе Храма-памятника русской славы в Лейпциге. В. Жуковский воспел Кудашева в поэме «Певец в стане русских воинов».

## Семья
Жена — Екатерина Михайловна Голенищева-Кутузова (26.07.1787—31.12.1826), дочь фельдмаршала. Ей принадлежало родовое имение в Житомирском уезде Волынской губернии в 800 душ. Овдовев, вступила в новый брак в 1815 году с генерал-майором И. С. Сорочинским. Жила в Москве, где и умерла. Похоронена на кладбище Донского монастыря. Дочь:
- Екатерина Николаевна (11.08.1811—14.09.1872), первым браком была замужем за генерал-майором Карлом Фёдоровичем Пилар-фон-Пильхау (1791—1861), вторым — за бароном Наполеоном фон Хойнинген-Гюнэ (1811—1869)[9].